# Prionolabis extensa
Prionolabis extensa là một loài ruồi trong họ Limoniidae. Chúng phân bố ở miền Cổ bắc.